# 愛葉亜希
愛葉 亜希（あいば あき、1981年9月1日 - ）は、日本の元AV女優。
身長:160cm。スリーサイズ:B88(E)・W60・H88。
作品により「愛葉亜季」「愛葉あき」とも表記される。

## 略歴
2001年にデビューしたロリ系のAV女優である。
2003年頃に引退。

## 出演作品

### アダルトビデオ
2001年
- ザ・カメラテスト うわっカワイイ! おっ美巨乳! （3月21日、アテナ映像）…オムニバス作品
- 妹のくちびる おにいちゃん、私もう大人だよ… （4月21日、アテナ映像）…オムニバス作品
- ハメ撮り伝説 （5月10日、グローリークエスト）
- 喪服未亡人と濡れしたたる姉妹たち （5月21日、アテナ映像）…オムニバス作品
- Happy Date （9月1日、ワンズファクトリー） ※「愛葉亜季」名義
- 体感ファック if… 3 （9月1日、桃太郎）
- 学校のY談 秋のブルマースペシャル （9月23日、ビッグモーカル）
- 私妹 （9月20日、ナチュラルハイ） ※「愛葉あき」名義
- pornograph？ （10月17日、タカラ映像）
- 昭和エロチシズム 行水・蚊帳・風呂・寝巻 （10月25日、FAプロ）…オムニバス作品
- 中高年の為に… 昭和のエロスがいっぱい （10月25日、FAプロ）…オムニバス作品
- 黒人中出し （11月8日、elite black）
- エロスの選択 （11月9日、VIP）…オムニバス作品
- 不倫中の奥様の為に 全裸で抱き合う官能合体集 （11月25日、FAプロ）…オムニバス作品
- ときめき天然女子校生 （12月14日、ビッグモーカル）…オムニバス作品
- アイドルで抜こう （12月25日、ロイヤル・アート）…オムニバス作品
- みるスポ! （12月25日、みるきぃぷりん♪）

2002年
- 家庭教師がロケット型巨乳でもう集中できない 2 （1月25日、アイオンコーポレーション）…オムニバス作品
- 人気者でしよう! ラブリーガールズ♥ （1月30日、ビッグモーカル）…オムニバス作品
- かけだしAVごっこ 4 （2月8日、ナチュラルハイ）…オムニバス作品
- 中高年の為に… エロチックな冬の卑猥映像 （2月10日、FAプロ）…オムニバス作品
- 夜行バス×ロリータ （2月20日、SODクリエイト）※「愛葉亜季」名義
- B.M.C. （3月8日、ビッグモーカル）
- 素人人妻トリプルA 5 （3月20日、ルビー）
- みるきぃHiスクール。 （6月1日、みるきぃぷりん♪）
- 背徳堕天使 5 （6月28日、シネマジック）
- せきらら制服日記 school days #2 （8月23日、ビッグモーカル）…オムニバス作品
- こんでんすみるきぃ 9 （9月3日、みるきぃぷりん♪）
- 甘えんぼの妹 （9月7日、エクストリーム）…オムニバス作品
- 家庭教師はエッチなメイドさん （10月7日、エクストリーム）…オムニバス作品
- 放課後の天使たち 11 （10月25日、シネマジック）…オムニバス作品
- 素人[出会い系]日記 （12月6日、VIP）…オムニバス作品
- 生撮りオナニー20連発 女子校生編 （12月13日、笠倉出版社）…オムニバス作品

2003年
- BLACK RAPE 黒人輪姦 （1月8日、High-級Black）
- ハッピ～輪姦バ～スディ （5月2日、みるきぃぷりん♪）
- WOW!!　（7月18日、デジタルバンク）
- Dカップ家庭教師の誘惑 （11月21日、マックス・エー）…オムニバス作品